# Risiophlebia
Risiophlebia is een geslacht van libellen (Odonata) uit de familie van de korenbouten (Libellulidae).

## Soorten
Risiophlebia omvat 2 soorten:
- Risiophlebia dohrni (Krüger, 1902)
- Risiophlebia risi (Campion, 1915)